# François Vaxelaire
Pour les articles homonymes, voir Vaxelaire.
François Vaxelaire, né le 2 mars 1840 à Wisembach dans le département français des Vosges en Lorraineet mort le 10 juillet 1920 au château de Bioul à Bioul en Belgique, est un entrepreneur, fondateur des grands magasins Au Bon Marché.

## Biographie
François Barthélemy Vaxelaire, né le 2 mars 1840 à Wisembach en Lorraine, est le fils de François Vaxelaire, maire et cultivateur, et de Marie Joséphine Duvie. Le 5 février 1867, il épouse à Bruxelles Jeanne Claes ; leurs fils, Raymond, 1er baron Vaxelaire, et l'écrivain Georges Vaxelaire, succèdent à leur père dans la direction du Bon Marché. Il est le grand-père de François Vaxelaire (1921-1990).
François Vaxelaire grandit dans le petit village de Wisembach. En 1856, à l'âge de 16 ans, il part tenter sa chance à Paris, fait un stage À la Belle Jardinière, avant de venir travailler pour un grossiste en soierie. À cette époque et depuis quelques années, les grands magasins voient le jour à Paris : d'abord Le Bon Marché, vite suivi par le Printemps, La Samaritaine et les Galeries Lafayette. Il est engagé comme commis dans l'un de ces grands magasins parisiens. En 1860, à 20 ans, son ambition le pousse à Bruxelles, ville en plein développement économique.
Il fonde les grands magasins Au Bon Marché en 1860 à Bruxelles, en association avec Armand Thiery. Il ouvre ensuite des succursales à Charleroi, deux à Nancy (Vaxelaire, Pignot & Cie, Vaxelaire & Cie), Besançon (Vaxelaire & Leclerc), Pontarlier, Épinal, Le Havre, Liège, Anvers, Bruges et Metz.
Conseiller du commerce extérieur de la France, il est cofondateur et vice-président de la Chambre française de commerce et d'industrie de Belgique.
Président la Société française de Bienfaisance de Bruxelles et du Comité spécial de secours aux Français, il fonde plusieurs œuvres d'assistance pour son personnel.
À l'Exposition universelle de 1878, il est président de la section de Belgique. À celle de 1889, il est vice-président du jury international des récompenses.
Il acquiert le château de Bioul en 1896, alors en ruine, qu'il fait restaurer dans le respect du style renaissance du XVIe siècle.
À la suite de son décès le 10 juillet 1920 au château de Bioul, il reçoit des funérailles à l'église Saint-Josse de Saint-Josse-ten-Noode.

## Hommage et distinctions
En 1929, la commune de Bioul érige à droite de l'entrée du château de Bioul un monument à sa mémoire portant son buste en bronze, œuvre du sculpteur Robert Mermet.
Les distinctions suivantes lui ont été décernées :
- Commandeur de l'ordre de la Couronne ;
- Officier de l'ordre de Léopold ;
- Commandeur de l'ordre de Charles III (Espagne) ;
- Officier de l'ordre de la Couronne de Roumanie.

## Sources
- Biographie nationale de Belgique, Académie royale de Belgique, 1965